# Нийл Патрик Харис
Нийл Патрик Харис (на английски: Neil Patrick Harris) е американски актьор, певец, илюзионист, продуцент и режисьор, роден на 15 юни 1973 г.. В поп културата е известен още с инициалите си, NPH, заради участията си в трилогията „Харолд и Кумар“.
Нийл Патрик Харис има разностранна кариера с участия в множество сфери от киното, театъра и телевизията. Носител е на редица отличия, сред които Златен глобус, Еми и Изборът на публиката. През 2010 г. е избран за една от 100-те най-влиятелни личности от списание Тайм, а през 2011 г. получава звезда на Алеята на славата. Занимава се активно с илюзионизъм и е член на ръководното бюро на Магическия замък в Холивуд.

## Биография
Нийл Патрик Харис е роден в Албакърки, щата Ню Мексико, в семейството на адвокати, които по-късно стават управители на ресторант. Израснал е в курортното градче Руидозо, в Ню Мексико и в Албакърки.
Като дете участва в училищни пиеси и мюзикъли и се учи да свири на различни музикални инструменти. От ранна възраст Харис се занимава с илюзионизъм. За себе си казва, че е „илюзионист по сърце“ и е демонстрирал способностите си в редица телевизионни участия, включително и в сериала „Как се запознах с майка ви“.
През 2006 г., вследствие на обществен натиск, Харис открито обявява, че живее с дългогодишния си партньор, актьора Дейвид Бъртка. Двамата имат близнаци, родени през 2010 г.

## Кариера

### Детство и първи роли
Нийл Патрик Харис започва актьорската си кариера като дете, когато е забелязан от сценариста Марк Медоф. Медоф го привлича за участие във филма „Сърцето на Клара“ през 1988 г., където младият Харис партнира на Упи Голдбърг. Изпълнението на тази роля му осигурява номинация за най-добър актьор в поддържаща роля за наградите „Златен глобус“ през 1989 г.
От 1989 до 1993 г. Нийл Патрик Харис изпълнява главната роля в телевизионния сериал „Доктор Дуги Хаузър“, благодарение на която придобива широка известност и отново е номиран за „Златен глобус“ за най-добър актьор в телевизионен сериал.

### Работа в театъра
След прекъсването на „Дуги Хаузър“, Харис развива актьорската си работа в областта на театъра. Участва в редица драматични и музикални постановки, някои от които се играят на Бродуей, като по този начин успешно се разграничава от ролите, изиграни в детството си, и натрупва сценичен опит. Изгражда се като един от редките случаи на актьори, започнали кариерата си като деца и успешно съхранили известността си в зряла възраст.
Сред представленията, в които играе, са: „Наем“, „Ромео и Жулиета“, „Суини Тод: Бръснарят демон от Флийт Стрийт“, „Кабаре“, „Убийци“, „Амадеус“ и „Компания“. През 2010 г. се връща към работата върху „Наем“, този път като режисьор на мюзикъла.

### Работа в киното и телевизията
В телевизията Харис гостува в епизоди на множество сериали, по-известните от които включват „Убийство по сценарий“, „Уил и Грейс“, „Закон и ред: Умисъл за престъпление“, „Криминални уравнения“ и „Клуб веселие“. Снима се в поредица от телевизионни филми и играе в историческия телевизионен сериал „Жана д'Арк“, както и в комедийния сериал „Бясно луд“, където в продължение на година партнира на Тони Шалуб, станал известен по-късно с ролята си на детектива Ейдриън Монк.
От 2005 г. насам Харис се превъплъщава в ролята на сваляча Барни Стинсън в комедийния сериал „Как се запознах с майка ви“. Героят му се смята за „пробивен“, тъй като от второстепенна сюжетна линия той се превръща в основен любимец на публиката и постепенно сценарият се фокусира повече над него. За ролята си в сериала Харис е номиран за наградите Еми за най-добър поддържащ актьор в сериал – комедия през 2007, 2008, 2009 и 2010 г.
В киното Харис играе в „Почти идеално“, където партнира на Мадона и Рупърт Евърет, в „Предложението“ и „Звездни рейнджъри“. В периода след 2010 г. се снима във филмите „Най-добрият и най-талантливият“, „Звяр“, „Смърфовете“ и „Мъпетите“. Има участия в трилогията „Харолд и Кумар“, където се превъплъщава в художествено украсена, ексцентрична версия на самия себе си. В надписите към филма е записан като „Нийл Патрик Харис в ролята на Нийл Патрик Харис“, а не, както обикновено в подобни случаи, като „самия себе си“, за да бъде ясно, че Харис играе роля, която не е отражение на живота му.

### Музикалният блог на доктор Ужасен
В периода 2007-2008 г. Харис взема участие в придобилия голяма известност мини сериал „Музикалният блог на доктор Ужасен“, предназначен изцяло за разпространение в интернет. „Музикалният блог“, състоящ се от три действия и от 14 музикални номера, е заснет по идея на създателя на „Бъфи, убийцата на вампири“ Джос Уидън по време на стачката на гилдията на американските сценаристи от 2007-2008 г. В него Харис партнира на актьорите Фелиша Дей, известна с ролята си в „Бъфи, убийцата на вампири“, и Нейтън Филиън, популярен с ролята си в „Касъл“. Тримата изпълняват сами музикалните номера на героите си. Сериалът бързо набира множество почитатели и получава редица отличия, сред които това на „Изборът на публиката“ за любима интернет сензация и специална награда „Еми“ за най-добра късометражна развлекателна програма.
След успеха на Музикалния блог, през 2012-2013 г., Харис взема участие в мини сериала „Куклените мечти на Нийл“, поредица от седем епизода, в които си партнира с кукли на Джим Хенсън, известен като създателят на Мъпетите, както и с други актьори като Дейвид Буртка, Нейтън Филиън и Джо Манганиело.

### Други участия
Успоредно с работата си в киното, телевизията и театъра Харис става популярен и с участията си в множество церемонии по награждаванията, често включващи музикални номера. Харис е водещ на театралните награди „Тони“ през 2009, 2011 и 2012 г. и на телевизионните награди „Еми“ през 2009 г., а през 2010 г. взема специално участие в церемонията по раздаването на Оскарите.
Харис се занимава активно с озвучаване и е дал гласа си на герои от анимационни сериали като „Батман: Смели и дръзки“, от анимационни филми като „Котки и кучета: Отмъщението на Кити“ и „Облачно, с кюфтета“, както и на персонажи от компютърни игри.

## Филмография (подбрани заглавия)

### Участия в киното
| Година | Заглавие                                | Оригинално заглавие                       |
| ------ | --------------------------------------- | ----------------------------------------- |
| 1988   | Сърцето на Клара                        | Clara’s Heart                             |
| 1997   | Звездни рейнджъри                       | Starship troopers                         |
| 1998   | Предложението                           | The Proposition                           |
| 1999   | Жана д'Арк                              | Joan of Arc                               |
| 2000   | Почти идеално                           | The Next Best Thing                       |
| 2001   | Сватбената рокля                        | The Wedding Dress                         |
| 2002   | Брат под прикритие                      | Undercover Brother                        |
| 2004   | Харолд и Кумар отиват в Белия замък     | Harold & Kumar Go To White Castle         |
| 2005   | Коледната благословия                   | The Christmas Blessing                    |
| 2008   | Харолд и Кумар 2: Бягство от Гуантанамо | Harold & Kumar Escape From Guantanamo Bay |
| 2008   | Отвъд всички граници                    | Beyond All Boundries                      |
| 2010   | Най-добрият и най-талантливият          | The Best and The Brightest                |
| 2011   | Звяр                                    | Beastly                                   |
| 2011   | Смърфовете                              | The Smurfs                                |
| 2011   | Коледа с Харолд и Кумар                 | A Very Harold & Kumar 3D Christmas        |
| 2011   | Мъпетите                                | The Muppets                               |
| 2012   | Американски пай 4: Отново заедно        | American Reunion                          |
| 2013   | Смърфовете 2                            | The Smurfs 2                              |
| 2014   | Който оцелее ще разказва                | A Million Ways to Die in the West         |
| 2014   | Не казвай сбогом                        | Gone Girl                                 |
| 2022   | Матрицата: Възкресения                  | The Matrix Resurrections                  |

### Участия в телевизията
| Година    | Заглавие                                                | Оригинално заглавие            |
| --------- | ------------------------------------------------------- | ------------------------------ |
| 1989-1993 | Доктор Дуги Хаузър (97 епизода)                         | Doogie Howser, M. D.           |
| 1993      | Убийство по сценарий (сезон 9, епизод 19)               | Murder She Wrote               |
| 1999-2000 | Бясно луд (22 епизода)                                  | Stark Raving Mad               |
| 2000      | Уил и Грейс (сезон 2, епизод 20)                        | Will & Grace                   |
| 2004      | Закон и ред: Умисъл за престъпление (сезон 4, епизод 4) | Law and Order: Criminal Intent |
| 2005      | Криминални уравнения (сезон 1, епизод 5)                | Numb3rs                        |
| 2005-2014 | Как се запознах с майка ви (208 епизода)                | How I Met Your Mother          |
| 2008      | Улица Сезам (сезон 39, епизод 2)                        | Sesame Street                  |
| 2010      | Клуб Веселие (сезон 1, епизод 19)                       | Glee                           |

### Участия в театъра
| Година | Заглавие                                   | Оригинално заглавие                            |
| ------ | ------------------------------------------ | ---------------------------------------------- |
| 1997   | Наем                                       | Rent                                           |
| 1998   | Ромео и Жулиета                            | Romeo and Juliet                               |
| 2001   | Суини Тод: Бръснарят демон от Флийт Стрийт | Sweeney Todd, The Demon Barber of Fleet Street |
| 2003   | Кабаре                                     | Cabaret                                        |
| 2004   | Убийци                                     | Assassins                                      |
| 2006   | Амадеус                                    | Amadeus                                        |
| 2010   | Наем (режисьор)                            | Rent                                           |
| 2011   | Компания                                   | Company                                        |
| 2014   | Хедвиг и гневният инч                      | Hedwig And The Angry Inch                      |

### Озвучаване в киното и телевизията
| Година    | Заглавие                                                          | Оригинално заглавие                      |
| --------- | ----------------------------------------------------------------- | ---------------------------------------- |
| 1991      | Семейство Симпсън (сезон 3, епизод 4)                             | The Simpsons                             |
| 2003      | Спайдър Мен: Новият анимационен сериал (13 епизода)               | Spider-Man: The New Animated Series      |
| 2008      | Лигата на справедливостта: Новата граница                         | Justice League: The New Frontier         |
| 2009      | Семейният тип (сезон 5, епизод 16; сезон 7, епизод 16)            | Family Guy                               |
| 2009      | Батман: Смели и дръзки (сезон 1, епизод 25)                       | Batman: The Brave and The Bold           |
| 2010      | Облачно с кюфтета                                                 | Cloudy with a Chance of Meatballs        |
| 2010      | Котки и кучета: Отмъщението на Кити                               | Cats & Dogs: The Revenge Of Kitty Galore |
| 2010      | Батман: Под червената качулка                                     | Batman: Under the Red Hood               |
| 2010-2011 | Пингвините от Мадагаскар (сезон 1, епизод 30; сезон 2, епизод 31) | The Penguins Of Madagascar               |
| 2011      | Време за приключения (сезон 3, епизод 9)                          | Adventure Time                           |
| 2013      | Облачно с кюфтета 2: Отмъщението на огризките                     | Cloudy with a Chance of Meatballs 2      |

## Награди и отличия (подбрани)
| Година | Награда              | Категория                                                              | Заглавие                          | Оригинално заглавие              | Бележки   |
| ------ | -------------------- | ---------------------------------------------------------------------- | --------------------------------- | -------------------------------- | --------- |
| 1989   | Млад актьор          | Най-добър млад актьор в игрален филм (драма)                           | Сърцето на Клара                  | Clara's Heart                    | Номинация |
| 1989   | Златен глобус        | Най-добър актьор в поддържаща роля                                     | Сърцето на Клара                  | Clara's Heart                    | Номинация |
| 1990   | Млад актьор          | Най-добър млад актьор в поддържаща роля                                | Доктор Дуги Хаузър                | Doogie Howser, M. D.             | Спечелена |
| 1990   | Изборът на публиката | Любим актьор в нов телевизионен сериал                                 | Доктор Дуги Хаузър                | Doogie Howser, M. D.             | Спечелена |
| 1991   | Млад актьор          | Най-добър млад актьор в телевизионен сериал                            | Доктор Дуги Хаузър                | Doogie Howser, M. D.             | Спечелена |
| 1992   | Млад актьор          | Най-добър млад актьор в телевизионен сериал                            | Доктор Дуги Хаузър                | Doogie Howser, M. D.             | Спечелена |
| 1992   | Златен глобус        | Най-добър актьор в телевизионен сериал                                 | Доктор Дуги Хаузър                | Doogie Howser, M. D.             | Номинация |
| 2007   | Еми                  | Най-добър поддържащ актьор в сериал – комедия                          | Как се запознах с майка ви        | How I Met Your Mother            | Номинация |
| 2008   | Изборът на публиката | Любима звезда на сцената                                               | Как се запознах с майка ви        | How I Met Your Mother            | Номинация |
| 2008   | Еми                  | Най-добър поддържащ актьор в сериал – комедия                          | Как се запознах с майка ви        | How I Met Your Mother            | Номинация |
| 2009   | Златен глобус        | Най-добър поддържащ актьор в сериал, мини сериал или телевизионен филм | Как се запознах с майка ви        | How I Met Your Mother            | Номинация |
| 2009   | Еми                  | Най-добър поддържащ актьор в сериал – комедия                          | Как се запознах с майка ви        | How I Met Your Mother            | Номинация |
| 2009   | Стрийми              | Най-добър актьор в сериал – комедия, разпространен в мрежата           | Музикалният блог на доктор Ужасен | Dr. Horrible's Single Along Blog | Спечелена |
| 2010   | Златен глобус        | Най-добър поддържащ актьор в сериал, мини сериал или телевизионен филм | Как се запознах с майка ви        | How I Met Your Mother            | Номинация |
| 2010   | Еми                  | Най-добър поддържащ актьор в сериал – комедия                          | Как се запознах с майка ви        | How I Met Your Mother            | Номинация |
| 2010   | Еми                  | Най-добър гостуващ актьор в сериал – комедия                           | Клуб веселие                      | Glee                             | Спечелена |
| 2010   | Еми                  | Най-добра специална програма                                           | Награди Тони                      | Tony Awards                      | Спечелена |
| 2011   | Изборът на публиката | Любим актьор в телевизионна комедия                                    | Как се запознах с майка ви        | How I Met Your Mother            | Спечелена |
| 2012   | Изборът на публиката | Любим актьор в телевизионна комедия                                    | Как се запознах с майка ви        | How I Met Your Mother            | Спечелена |
| 2013   | Изборът на публиката | Любим актьор в телевизионна комедия                                    | Как се запознах с майка ви        | How I Met Your Mother            | Номинация |
| 2014   | Тони                 | Най-добър актьор в мюзикъл                                             | Хедвиг и гневният инч             | Hedwig And The Angry Inch        | Спечелена |
| 2014   | Еми                  | Най-добра специална програма                                           | Награди Тони                      | Tony Awards                      | Спечелена |